# ¡Felicidades!
¡Felicidades! é o quarto álbum de estúdio e o primeiro álbum natalino da boy band porto-riquenha Menudo, lançado em 1979 pela gravadora Padosa. O álbum conta com a participação dos irmãos Meléndez — Carlos, Óscar e Ricky —, além de Fernando Sallaberry e René Farrait. Este foi o último álbum com Carlos Meléndez, que atingiu o limite de idade do grupo (15 anos) no início de 1980 e foi substituído por Johnny Lozada.
Segundo a autora Damarisse Martínez Ruiz, álbuns como ¡Felicidades! serviram como veículo para expandir o grupo para mercados internacionais, como evidenciado por sua aparição no programa de televisão espanhol 300 millones, em 1979.

## Produção e canções
O álbum foi gravado e mixado no estúdio V.U. Recording, em San Juan, Porto Rico. Jonatan Castro e Edgardo Díaz foram os responsáveis pela engenharia de gravação, enquanto a mixagem ficou a cargo de Vinny Urrutia e Edgardo Díaz. Os arranjos musicais foram criados por Miguel Monserrat, e Edgardo Díaz atuou como diretor de produção.
Em relação ao aspecto visual, a foto da capa foi cortesia das lojas New York Department Stores, e o design da contracapa foi feito por Rod Hernández. O layout foi preparado por Pichy Ponla e René Zayas, com Ricardo Pérez como assistente de produção. A masterização do álbum foi realizada por Miguel Vega, e a produção da capa ficou a cargo de The Lacquers Lab, em San Juan.
Entre as faixas do álbum, destacam-se quatro composições de Herminio de Jesús. Um renomado compositor porto-riquenho com profunda conexão com a música tradicional de seu país, ele contribuiu com as seguintes canções: "El chiji navideño", "Naqui quiñaqui", "Arre, caballito" e "Eso es lo mío". Quatro das faixas são creditadas como "D. R." (Direitos Reservados), o que geralmente indica que são obras tradicionais ou de domínio público, sem um compositor específico oficialmente creditado. Essas faixas são: "Ensillando mi caballo", "Noche de paz", "A la banda de allá" e "Plena borinqueña". "Noche de paz" é a versão em espanhol do conhecido hino natalino "Noite Feliz", originalmente escrito em alemão como "Stille Nacht" em 1818 por Franz Xaver Gruber (música) e Joseph Mohr (letra). "Plena borinqueña", como o nome sugere, é inspirada no gênero plena — uma tradição musical afro-porto-riquenha historicamente usada para contar histórias e fazer comentários sociais —, destacando as raízes culturais do álbum.

## Lançamento e promoção
Para promover o álbum, o grupo se apresentou em programas de televisão. Em 31 de dezembro de 1979, eles performaram quatro músicas do álbum no programa espanhol 300 millones, transmitido pela TVE1 na Espanha e via satélite para todas as emissoras membros da Organización de Televisión Iberoamericana (OTI) na América espanhola e nos Estados Unidos, que o exibiram em seus países.
O álbum não foi lançado integralmente nos Estados Unidos, mas em 1983, a gravadora Profono incluiu seis de suas dez faixas em uma compilação intitulada Feliz Navidad — Con 14 éxitos navideños, que também trazia todas as canções do segundo álbum natalino do grupo, Es Navidad (1980). Essa compilação foi um sucesso comercial, aparecendo na parada de álbuns latinos da revista Billboard. As outras quatro faixas de ¡Felicidades! não foram incluídas em nenhum outro lançamento do Menudo.

## Análise e críticas
Em seu livro Menudo: El Reencuentro con la Verdad, a autora Damarisse Martínez Ruiz faz uma análise crítica do álbum ¡Felicidades! e de outros trabalhos iniciais do Menudo. Ela argumenta que essas produções não se destacavam pela qualidade musical, apresentando conteúdo simplista e pouco desenvolvido. Ruiz revela que, para compensar as limitações vocais do grupo, os coros eram frequentemente reforçados por vocais de apoio profissionais e pela coach vocal Marilyn Pagán — uma prática que evidenciou a priorização da imagem em detrimento da autenticidade artística. No entanto, Ruiz reconhece o papel estratégico desses álbuns na trajetória do Menudo. Embora as canções fossem consideradas açucaradas e repetitivas, elas foram deliberadamente elaboradas com refrões cativantes e temas juvenis, visando um público adolescente que havia sido negligenciado pela indústria musical na época.

## Lista de faixas
- Créditos adaptados do LP ¡Felicidades!, de 1979.[4]

| N.º            | Título                  | Compositor(es)    | Cantor(es)                            | Duração |  |
| 1.             | "El chiji navideño"     | Hermínio de Jesus | Todo o grupo                          |         |  |
| 2.             | "Ensillando mi caballo" | D. R.             | Carlos Meléndez e Fernando Sallaberry |         |  |
| 3.             | "Naqui quiñaqui"        | H. de Jesus       | Todo o grupo                          |         |  |
| 4.             | "Noche de paz"          | D. R              | Rene Farrait                          |         |  |
| 5.             | "Arre, caballito"       | H. de Jesus       | Oscar Meléndez                        |         |  |
| 6.             | "Eso es lo mío"         | H. de Jesus       | Oscar Meléndez e René Farrait         |         |  |
| 7.             | "A la banda de Allá"    | D. R              | Fernando Sallaberry e René Farrait    |         |  |
| 8.             | "Me siento niño"        | Leida E. Colon    | Ricky Meléndez                        |         |  |
| 9.             | "Fue tu voz"            | Antonio Morales   | Carlos Meléndez                       |         |  |
| 10.            | "Plena borinqueña"      | D. R              | Fernando Sallaberry                   |         |  |
| Duração total: | Duração total:          | Duração total:    | Duração total:                        | 29:41   |  |